# هيلين روجرز
هيلين روجرز (بالإنجليزية: Helen Rogers)‏ هي مغنية وكاتبة غنائية بريطانية، ولدت في 1962.